# Lîpovîțea, Rojneativ
Lîpovîțea (în ucraineană Липовиця) este o comună în raionul Rojneativ, regiunea Ivano-Frankivsk, Ucraina, formată numai din satul de reședință.

## Demografie
Componența lingvistică a comunei Lîpovîțea
     Ucraineană (99,75%)
     Alte limbi (0,18%)
Conform recensământului din 2001, majoritatea populației comunei Lîpovîțea era vorbitoare de ucraineană (99,75%), existând în minoritate și vorbitori de alte limbi.